# Ejército Nacional de Chad
El Ejército Nacional de Chad (en árabe: الجيش الوطني التشادي‎ Al-Jaish al-Watani at-Tshadi, en francés: Armée nationale tchadienne, ANT) consta de las cinco Fuerzas de Defensa y Seguridad enumeradas en el artículo 185 de la Constitución de Chad que entró en vigor el 4 de mayo de 2018. Estos son el Ejército Nacional (incluyendo las Fuerzas Terrestres de Chad y la Fuerza Aérea de Chad), la Gendarmería Nacional, la Policía Nacional, la Guardia Nacional de Chad y la Policía Judicial. El artículo 188 de la Constitución chadiana proclama que la Defensa Nacional está a cargo del Ejército, la Gendarmería y la Guardia Nacional, mientras que el mantenimiento del orden público y la seguridad está a cargo de la Policía, Gendarmería y Guardia Nacional.

## Historia

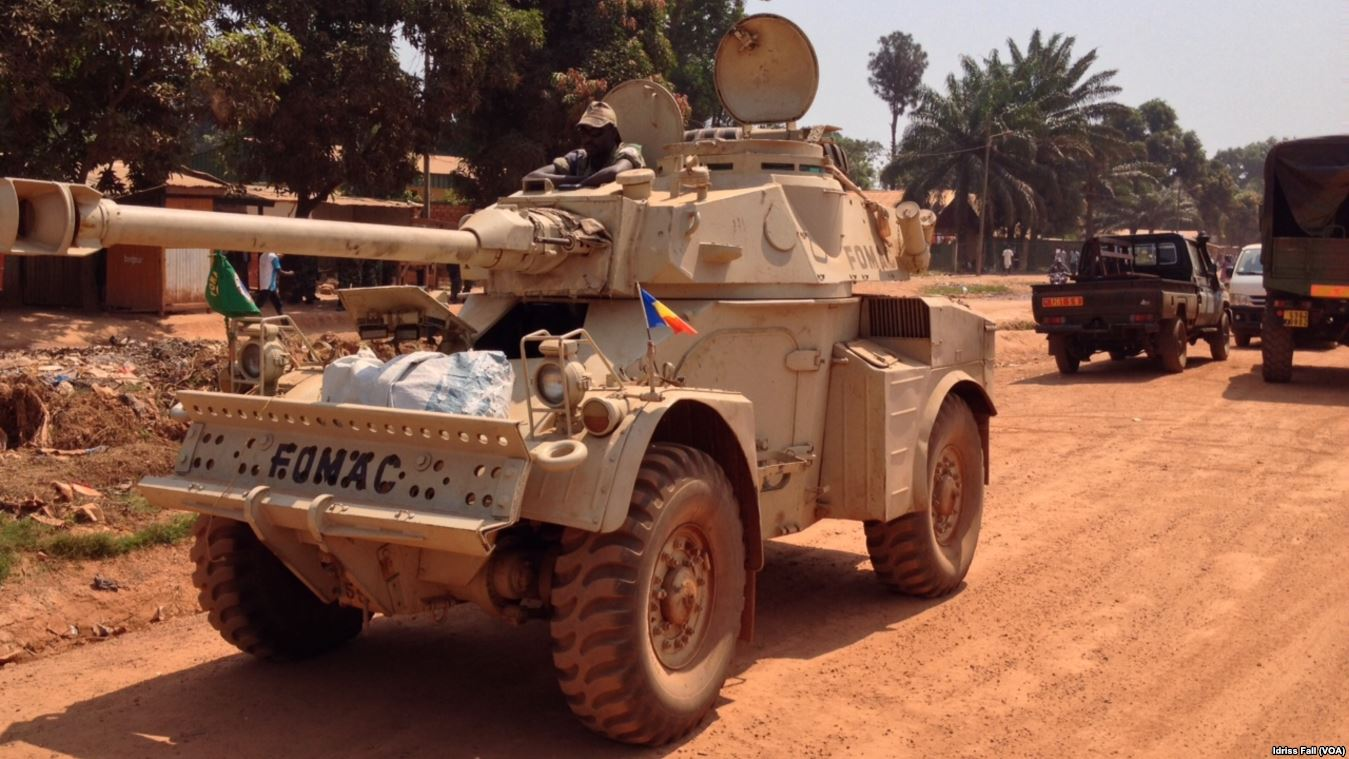
Vehículo blindado chadiano Eland Mk7.

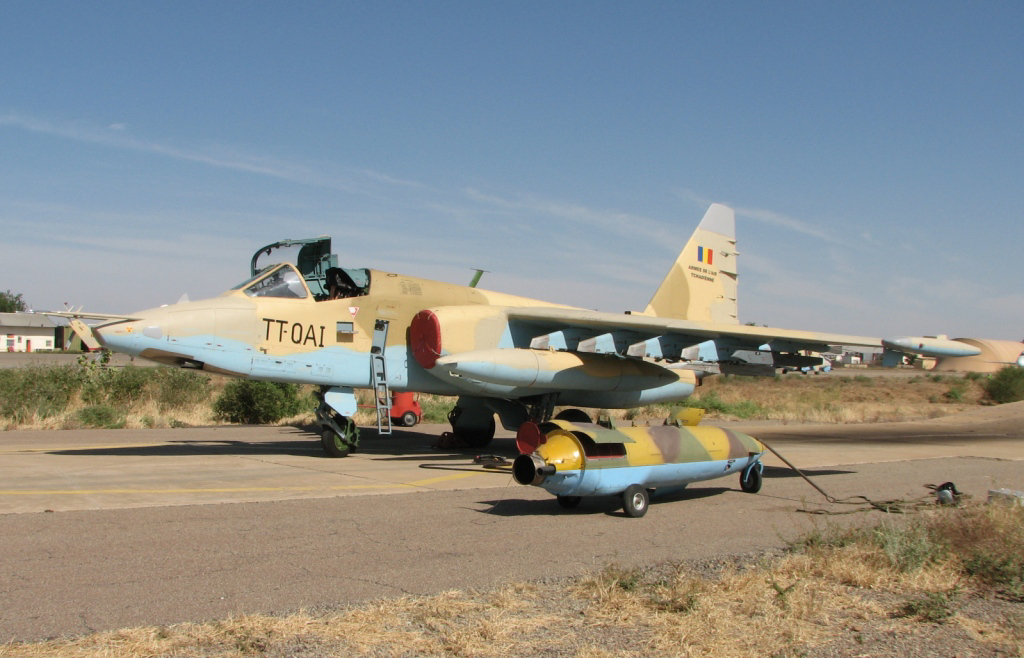
Un Sukhoi Su-25 en el Aeropuerto Internacional de Yamena.

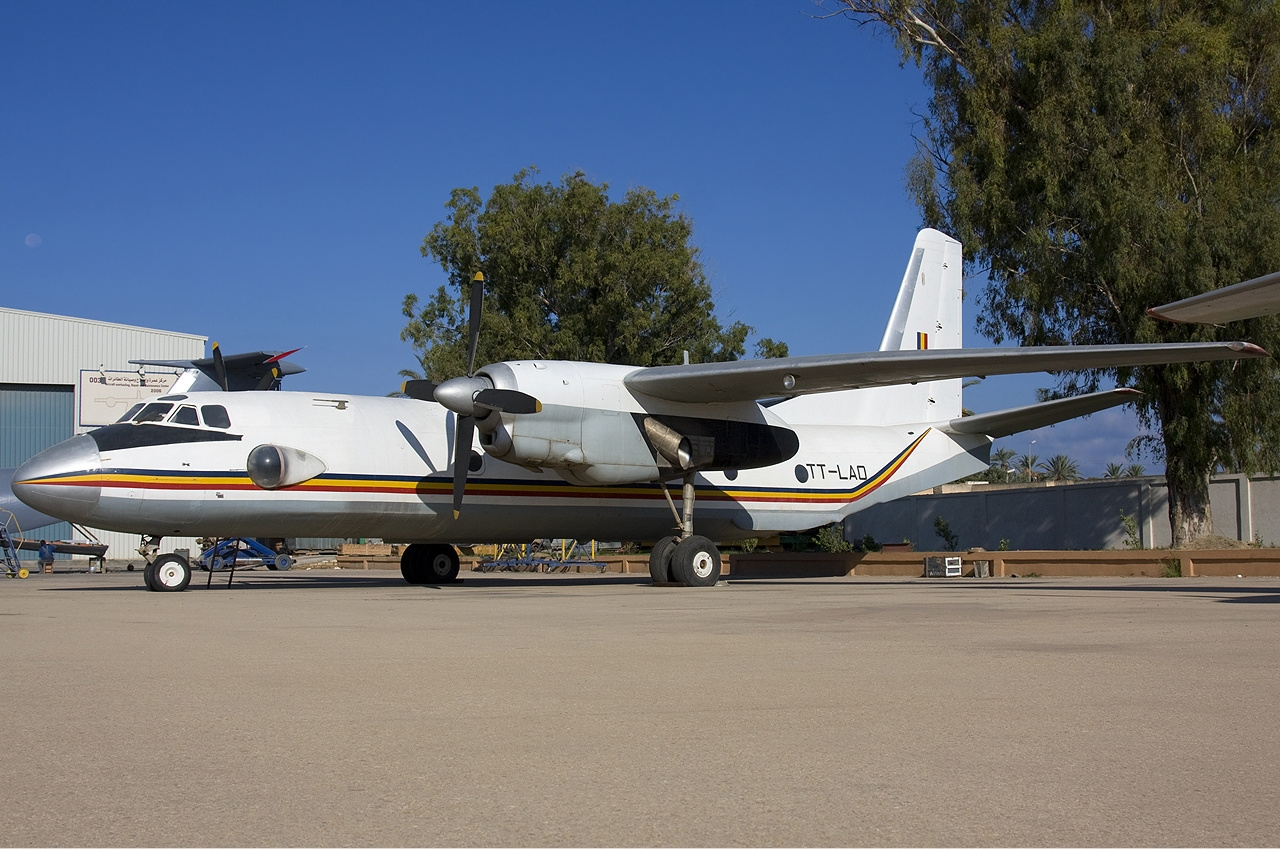
Un Antonov An-26 en la pista de aterrizaje.

Desde la independencia hasta el período de la presidencia de Félix Malloum (1975-1979), el ejército nacional oficial se conocía como las Fuerzas Armadas de Chad (Forces Armées Tchadiennes, FAT). Compuesto principalmente por soldados del sur de Chad, FAT tenía sus raíces en el ejército reclutado por Francia y tenía tradiciones militares que se remontan a la Primera Guerra Mundial. Las FAT perdió su estatus como ejército estatal legal cuando la administración civil y militar de Malloum se desintegró en 1979. Aunque siguió siendo un cuerpo militar distinto durante varios años, FAT finalmente se redujo al estado de un ejército regional que representaba al sur.
Después de que Habré consolidó su autoridad y asumió la presidencia en 1982, su ejército victorioso, las Fuerzas Armadas del Norte (Forces Armées du Nord—FAN), se convirtió en el núcleo de un nuevo ejército nacional. La fuerza se constituyó oficialmente en enero de 1983, cuando los diversos contingentes pro-Habré se fusionaron y se rebautizaron como Fuerzas Armadas Nacionales de Chad (Forces Armées Nationales Tchadiennes - FANT).
Las Fuerzas Armadas de Chad estuvieron dominadas por miembros de los grupos étnicos Toubou, Zaghawa, Kanembou, Hadjerai y Massa durante la presidencia de Hissène Habré. Más tarde, el presidente chadiano Idriss Déby se rebeló y huyó a Sudán, llevándose consigo a muchos soldados zaghawa y hadjerai en 1989.
Las fuerzas armadas de Chad contaban con alrededor de 36.000 al final del régimen de Habré, pero aumentaron a un estimado de 50.000 en los primeros días del gobierno de Déby. Con el apoyo de Francia, a principios de 1991 se inició una reorganización de las fuerzas armadas con el objetivo de reducir su número y hacer que su composición étnica reflejara el país en su conjunto. Ninguno de estos objetivos se logró y el ejército todavía está dominado por los zaghawa.
En 2004, el gobierno descubrió que muchos de los soldados a los que pagaba no existían y que solo había unos 19.000 soldados en el ejército, a diferencia de los 24.000 que se creía anteriormente. Se cree que la represión del gobierno contra la práctica fue un factor en un motín militar fallido en mayo de 2004.
El conflicto actual, en el que está involucrado el ejército chadiano, es la guerra civil contra los rebeldes respaldados por Sudán. Chad logra repeler con éxito los movimientos rebeldes, pero recientemente, con algunas pérdidas. El ejército usa sus sistemas de artillería y tanques, pero los insurgentes bien equipados probablemente lograron destruir más de 20 de los 60 tanques T-55 de Chad, y probablemente derribaron una cañonera Mi-24 Hind, que bombardeó posiciones enemigas cerca de la frontera con Sudán. En noviembre de 2006, Libia suministró a Chad cuatro aviones de ataque ligero Aermacchi SF-260. La Fuerza Aérea Chadiana los utiliza para atacar posiciones enemigas, pero los rebeldes derribaron uno. Durante la última batalla de N'Djamena, las cañoneras y los tanques han tenido un buen uso, haciendo retroceder a las milicias armadas del palacio presidencial. La batalla impactó a los niveles más altos del liderazgo del ejército, ya que Daoud Soumain, su Jefe de Estado Mayor, fue asesinado.
El 23 de marzo del 2020, una base del ejército chadiano fue emboscada por combatientes del grupo insurgente yihadista Boko Haram. El ejército perdió 92 militares en un día. En respuesta, el presidente Déby lanzó una operación denominada "Ira de Boma". Según el contraterrorista canadiense St-Pierre, numerosas operaciones externas y la creciente inseguridad en los países vecinos habían sobrecargado recientemente las capacidades de las fuerzas armadas chadianas.
Después de la muerte del presidente Idriss Déby el 19 de abril de 2021 en la lucha con los rebeldes del FACT, su hijo General Mahamat Idriss Déby fue nombrado presidente interino y jefe de las fuerzas armadas.

## Presupuesto
El World Factbook de la CIA estima que el presupuesto militar de Chad era del 4,2% del PIB en 2006. Dado el PIB de entonces ($ 7,095 mil millones) del país, el gasto militar se estimó en alrededor de $300 millones. Sin embargo, esta estimación se redujo después del final de la guerra civil en Chad (2005-2010) al 2,0%  según la estimación del Banco Mundial para el año 2011. No hay estimaciones más recientes disponibles.

## Despliegues externos
El Ejército de Chad ha sido desplegado tanto en misiones de la ONU como en misiones no pertenecientes a la ONU. Chad participó en una misión de paz bajo la autoridad de la Unión Africana en la vecina República Centroafricana para tratar de pacificar el conflicto reciente, pero optó por retirarse después de que sus soldados fueran acusados de disparar contra un mercado, sin provocación, según la BBC.

## Gendarmería Nacional de Chad
La Gendarmería Nacional de Chad (en árabe: قوات الدرك الوطني التشادي) es la rama del Ejército de Chad encargada de la vigilancia judicial, administrativa y militar. Fue creada por decreto presidencial del 17 de agosto de 1961, tras la independencia de Chad. Inicialmente, estaba basada en la Gendarmería Nacional de Francia. En 2014 contaba con 8500 agentes.

## Fuerza Aérea de Chad

### Historia

#### Introducción
La Fuerza Aérea de Chad es la rama de guerra aérea de las Fuerzas Armadas de Chad. La Fuerza Aérea de Chad (en árabe: القوات الجوية التشادية) es la rama de aviación del Ejército Nacional de Chad.

#### Inicios
La fuerza aérea se formó en 1961, como el escuadrón de vuelo nacional de Chad (en francés: Escadrille Nationale Tchadienne). La fuerza comparte una base militar con las fuerzas francesas desplegadas en el Aeropuerto Internacional de Yamena. En 1969, el escuadrón nacional de Chad estaba equipada con cinco aviones de carga Douglas C-47 Skytrain y tres aviones de enlace Max Holste Broussard. La mayoría de ellos eran pilotados por tripulaciones francesas, porque había muy pocos pilotos nativos. A mediados de la década de 1970, el escuadrón fue reforzado por seis Douglas A-1 Skyraider, así como algunos transportes C-47 y Douglas C-54 Skymaster adicionales, cuyo número total llegó a 13 en ese momento. Todos estos aviones fueron donados por Francia y la mayoría todavía estaban tripulados por franceses. En 1977 también se entregaron tres Cessna 336 / 337 Skymaster.

#### Primeras operaciones de combate
El Ejército chadiano participó en sus primeras operaciones de combate importantes en junio-julio de 1977, contra los rebeldes del Frente Nacional para la Liberación del Chad (FROLINAT) apoyados por Libia. Tras un ataque a Zouar, se lanzaron misiones de reconocimiento aéreo desde el aeropuerto de Faya-Largeau. Las primeras incursiones de ataque fueron realizadas por Skyraiders, se utilizaron bombas, cohetes y cañones contra las posiciones rebeldes, pero casi todos los aviones involucrados resultaron dañados por el fuego terrestre. Al día siguiente, la táctica cambió y los pilotos decidieron atacar desde altitudes tan bajas como 60 metros, disparando todas sus armas en una sola pasada. Aunque se redujo la exposición al fuego de respuesta, varios aviones resultaron dañados por las explosiones de bombas y cohetes. El 3 de julio, un Skyraider recibió un impacto en el motor y su piloto se vio obligado a aterrizar en una pista de aterrizaje abandonada cerca de Zouar. Su compañero lo recuperó rápidamente. Posteriormente, un equipo de técnicos llegó a bordo de un C-47 y reparó el avión, que salió volando al día siguiente. A pesar de los esfuerzos del Ejército Nacional de Chad, Zouar fue invadido por el grupo rebelde FROLINAT.

#### Ataque del FROLINAT
Después de varios meses de preparativos, el siguiente gran ataque del FROLINAT se produjo en enero de 1978, cuando fueron atacadas las guarniciones del Ejército chadiano en la región de Tibesti. El avance del FROLINAT y el Ejército Libio, fue supervisado por el Estado Mayor chadiano. Durante una de esas misiones, el 29 de enero, un Douglas C-47 Skytrain, fue alcanzado por un sistema de defensa antiaérea portátil MANPADS 9K32 Strela-2 (SA-7) mientras volaba a muy baja altitud y se estrelló, toda su tripulación murió, al día siguiente se organizó una operación de búsqueda y rescate de combate, se desplegó un Douglas C-54 Skymaster en Faya-Largeau, un Douglas A-1 Skyraider para ofrecer apoyo aéreo, y un helicóptero militar Aérospatiale SA 330 Puma de la Aviación Ligera del Ejército de Tierra Francés, sin embargo, pocos minutos después de despegar de Faya-Largeau, el C-54 fue alcanzado por dos SA-7 y su piloto realizó un aterrizaje de emergencia, mientras que dos de los motores del avión estaban en llamas, los cinco miembros de la tripulación sobrevivieron y fueron rescatados por un helicóptero Puma. La amenaza de los SA-7 puso fin efectivamente a las operaciones de la Fuerza aérea chadiana en la zona de Faya, sin apoyo, la guarnición de la ciudad se rindió el 18 de febrero.

#### Intervención militar francesa
Ante el ataque rebelde apoyado por Libia, el presidente chadiano, el General Félix Malloum, solicitó una intervención militar francesa. El gobierno francés estuvo de acuerdo y así se lanzó la Operación Tacaud, a principios de abril. El Ejército chadiano, volvió a entrar en acción el 16 de abril, durante la ofensiva del FROLINAT sobre Salal, junto con aviones del Ejército del Aire francés. Uno de sus Skyraiders fue derribado por un SA-7 y su piloto murió. Aunque la guarnición del ejército chadiano en Salal, finalmente fue capturada por los insurgentes, la intervención francesa logró detener el avance de los rebeldes hacia la capital, Yamena. Al mismo tiempo, aumentaron las disensiones entre las diferentes facciones rebeldes. La situación culminó a finales del verano de 1978, cuando la facción de Hissène Habré, las Fuerzas Armadas del Norte (Forces Armées du Nord) (FAN) desertó y se unió a las fuerzas del gobierno. A su vez, Habré fue nombrado Primer ministro de Chad por Malloum. Sin embargo, esta alianza no duró mucho, y en febrero de 1979, Habré desplegó sus fuerzas alrededor de Yamena. Los rebeldes lanzaron su ataque el 11 de febrero. El Ejército chadiano y las fuerzas francesas desplegadas allí intentaron ayudar al asediado gobierno de Malloum. En reacción, Habré declaró que no podría garantizar la seguridad de los expatriados que viven en la ciudad si los bombardeos continuaban, esto hizo que las fuerzas francesas detuvieran el bombardeo aéreo. A continuación, los extranjeros fueron evacuados en aviones de transporte franceses, seguidos por las tropas francesas allí presentes, esto provocó que el Ejército chadiano cesara completamente sus operaciones; al no tener acceso al personal francés que operaba sus aviones, la fuerza aérea chadiana fue disuelta de facto.

#### Refundación
La fuerza aérea chadiana se reconstituyó en 1984 como Armée de l'Air Tchadienne. Los primeros aviones de la fuerza aérea restablecida fueron cuatro Lockheed C-130 Hercules, donados por Estados Unidos. En 1986, la fuerza aérea también operaba tres C-47, un C-54, un CASA C-212 Aviocar y dos Pilatus PC-7. En ese momento, su comandante era el capitán Mornadji Mbaissanabe y contaba con alrededor de 200 personas, la fuerza dependía de los franceses para las tareas de mantenimiento, y la mayoría de sus pilotos eran franceses o zairenses, con sólo unos pocos chadianos. La flota de C-130 de la fuerza aérea se utilizó ampliamente para apoyar a las tropas chadianas desplegadas en el norte del país durante la Guerra de los Toyota. A finales de 1987, uno de estos aviones fue abandonado después de que se incendiara en una pista de aterrizaje cerca de Yebbibou, en la Región de Tibesti.

#### Expansión
Tras el fin del conflicto entre Chad y Libia, las relaciones con Libia se normalizaron en 1994. A partir de mediados de la década de 1990, la fuerza aérea chadiana comenzó a crecer lenta pero constantemente. En 1995, se compraron dos Sud-Aviation SA316 Alouette III de segunda mano en los Países Bajos. A finales de los años 1990 también se compraron dos Mil Mi-24D y un Mil Mi-17. Libia donó dos Antonov An-26 en el mismo período y dos Aermacchi SF-260 en 2006. Se entregaron dos Mi-24V desde Ucrania en 2000, así como cuatro Mi-17 en 2001 y 2006. Cuatro Mi-17 más. Los Mi-24V se entregaron entre 2007-2008. La expansión de la fuerza aérea chadiana en este período, fue impulsada por las regalías provenientes de las exportaciones de petróleo que comenzaron a mediados de la década de 2000. En 2005, uno de los dos PC-7 donados por Francia en los años 80 fue reacondicionado por la empresa estadounidense Griffon Aerospace, con sede en Madison, Alabama, que también compró otro aparato en el mercado civil de Estados Unidos. Posteriormente, la misma empresa compró un solo Pilatus PC-9 directamente al fabricante suizo Pilatus Aircraft y contrató a alrededor de 50 empleados franceses, argelinos y mexicanos para servir en la fuerza aérea chadiana.

#### Griffon Aerospace
Posteriormente Griffon Aerospace procedió a modificar un Mi-17V-5, tres Mi-24V y el PC-9 con puntos de anclaje que les permitieran transportar bombas Mark 81 y Mark 82 procedentes de Pakistán. Los tres Mi-24V eran compatibles con lentes de visión nocturna. La utilización del PC-9 como arma provocó un escándalo en Suiza, ya que el gobierno chadiano había prometido que no se utilizaría en funciones de combate. Este asunto marcó el final del trabajo de Griffon Aerospace en Chad, y todos sus empleados abandonaron el país en marzo de 2008. Sin embargo, entretanto estos empleados habían estado involucrados en operaciones de combate. Los instructores contratados volaron con pilotos chadianos menos experimentados, especialmente durante las salidas nocturnas.  También volaron los Mi-17 y Mi-24 durante la Batalla de Yamena de 2008, atacando a vehículos técnicos de los insurgentes.

#### Ataques en Darfur
Una aeronave PC-9 también realizó ataques en Darfur en enero de 2008, a pesar de la promesa del gobierno chadiano. La fuerza aérea chadiana también estuvo involucrada en rechazar una invasión rebelde en Sudán en 2009. Los funcionarios sudaneses también afirmaron que aviones de Chad realizaron varias incursiones transfronterizas en Sudán durante el conflicto. La adquisición más destacada de este período fue un lote de seis Sukhoi Su-25 (cuatro monoplaza y dos biplaza), entregados desde Ucrania entre 2008 y 2010, este país también proporcionó a una gran parte de los mercenarios que servían en la fuerza aérea, aunque el personal chadiano comenzó a recibir formación en Francia y Etiopía, y ha comenzado a sustituir gradualmente a los extranjeros en los últimos años. También se obtuvieron seis Aérospatiale AS550/555 Fennec de la Fuerza Aérea de la República de Singapur entre 2008-2010, fue en ese momento cuando se crearon diferentes escuadrones de caza, enlace, transporte y helicópteros.

#### Entregas adicionales
En 2013 se entregaron cuatro Su-25 adicionales comprados en Ucrania, y el primero de los tres Mikoyan MiG-29 llegó el año siguiente. También se incorporaron dos Alenia C-27J Spartan en 2013-2014. En 2015, los Su-25 de la Fuerza Aérea Chadiana participaron en los combates contra Boko Haram, en los vecinos Camerún y Nigeria, varios aviones y helicópteros resultaron dañados por una tormenta el 1 de julio de 2017 que azotó la base principal de la fuerza aérea en el Aeropuerto internacional de Yamena. La gravedad de la tormenta se vio amplificada por el uso de cubiertas de tela para los hangares. Las pérdidas y los equipos dañados incluyeron tres helicópteros, un Pilatus PC-12, un caza Mikoyan MiG-29 y dos aviones de ataque Sukhoi Su-25.

#### Incidentes
La Red de Seguridad de la Aviación enumeró cuatro incidentes ocurridos entre 1976 y 1987, uno que involucró a un Douglas DC-3, otro a un Douglas DC-4 que fue derribado por un misil tierra-aire, y los dos restantes a aviones de transporte C-130 Hércules, uno al estrellarse durante un despegue y el otro durante un aterrizaje. En 2004, mientras transportaba a periodistas y funcionarios de la ONU a una reunión con Kofi Annan, uno de los helicópteros chadianos falló e hizo un aterrizaje de emergencia en el desierto.
El número de aviones operativos de la fuerza aérea chadiana puede ser mucho menor de lo que representan las cifras oficiales. Según un informe del diario Le Figaro de abril de 2006, la Fuerza Aérea Chadiana estaba formada únicamente por dos aeronaves de transporte Lockheed C-130 Hercules, un helicóptero Mil Mi-17 en funcionamiento y dos helicópteros Mil Mi-24 que no funcionaban. Posteriormente, el C-130 Hercules se perdió en un accidente en Abéché, el 11 de junio de 2006.

### Inventario de aeronaves
| Aeronave                  | Fotografía          | Origen              | Tipo                              | Unidades            | Fabricante                                                      |
| Aeronaves militares       | Aeronaves militares | Aeronaves militares | Aeronaves militares               | Aeronaves militares | Aeronaves militares                                             |
| ------------------------- | ------------------- | ------------------- | --------------------------------- | ------------------- | --------------------------------------------------------------- |
| Mikoyan MiG-29            |                     | Rusia               | Caza polivalente                  | 3                   | Mikoyán                                                         |
| Sukhoi Su-25              |                     | Rusia               | Avión de ataque a tierra          | 9                   | Sukhoi                                                          |
| TAI Hürkuş                |                     | Turquía             | COIN                              | 3                   | Turkish Aerospace Industries                                    |
| Aviones de reconocimiento |                     |                     |                                   |                     |                                                                 |
| Cessna 208 Caravan        |                     | Estados Unidos      | ISTARAvión de reconocimiento      | 4                   | Cessna                                                          |
| Aeronaves de transporte   |                     |                     |                                   |                     |                                                                 |
| Antonov An-26             |                     | Ucrania             | Avión de transporte táctico       | 3                   | Antónov                                                         |
| Alenia C-27J Spartan      |                     | Italia              | Avión de transporte táctico       | 2                   | Alenia AeronauticaLeonardo S.p.A.                               |
| Lockheed C-130 Hercules   |                     | Estados Unidos      | Avión de transporte táctico       | 1                   | Lockheed Martin                                                 |
| Helicópteros militares    |                     |                     |                                   |                     |                                                                 |
| Mil Mi-17                 |                     | Rusia               | Helicóptero de transporte militar | 5                   | Fábrica de helicópteros Mil de MoscúHelicópteros de RusiaRostec |
| Mil Mi-24                 |                     | Rusia               | Helicóptero de ataque             | 3                   | Fábrica de helicópteros Mil de MoscúHelicópteros de RusiaRostec |
| Aérospatiale Alouette III |                     | Unión Europea       | Helicóptero utilitario            | 1                   | AérospatialeAirbus SE                                           |
| Eurocopter Fennec         |                     | Unión Europea       | Helicóptero utilitario            | 6                   | Airbus HelicoptersAirbus SE                                     |
| Avión de entrenamiento    |                     |                     |                                   |                     |                                                                 |
| Pilatus PC-7              |                     | Suiza               | Avión de entrenamiento            | 2                   | Pilatus Aircraft                                                |
| Pilatus PC-9              |                     | Suiza               | Avión de entrenamiento            | 1                   | Pilatus Aircraft                                                |
| Aermacchi SF-260          |                     | Italia              | Avión de entrenamiento            | 1                   | Alenia AermacchiLeonardo S.p.A.                                 |
| VANT                      |                     |                     |                                   |                     |                                                                 |
| TAI Anka                  |                     | Turquía             | UCAV                              | 2                   | Turkish Aerospace Industries                                    |
| TAI Aksungur              |                     | Turquía             | UCAV                              | 2                   | Turkish Aerospace Industries                                    |

## Fuerzas Terrestres de Chad
Las Fuerzas Terrestres de Chad son el Ejército de tierra de Chad. Las Fuerzas Terrestres de Chad (en árabe: القوات البرية التشادية) (en francés: Armée de terre tchadienne) son el componente principal y más grande del Ejército Nacional de Chad. Históricamente, Chad ha tenido uno de los ejércitos más fuertes de la región del Sáhara, mayor que el Ejército de Mali o la República Centroafricana, con entre 25 000 y 30 000 soldados. Chad ha participado como parte de la Fuerza de Tarea Conjunta Multinacional en la lucha contra la insurgencia de Boko Haram, desplegando tropas en Níger y Mali, otro papel común del Ejército chadiano, ha sido sofocar rebeliones contra el gobierno central de Chad.